# Mexikanische Badmintonmeisterschaft 2005
Die Mexikanische Badmintonmeisterschaft 2005 fand in Guadalajara statt. Es war die 57. Auflage der nationalen Titelkämpfe von Mexiko im Badminton.

## Sieger und Finalisten
| Disziplin    | Gold                                    | Silber                                   |
| ------------ | --------------------------------------- | ---------------------------------------- |
| Herreneinzel | José Luis González Alcantar             | Jesús Aguilar                            |
| Dameneinzel  | Rossina Nuñez                           | Deyanira Angulo                          |
| Herrendoppel | Jesús Aguilar Daniel Orozco             | Fernando de la Torre Ernesto de la Torre |
| Damendoppel  | Naty Rangel Marisol Dominguez           | Victoria Montero Deyanira Angulo         |
| Mixed        | José Luis González Alcantar Naty Rangel | Juan Sañudo Marisol Domínguez            |